# Branko Ćopić
Branko Ćopić [bránko ćópič], (srbsko Бранко Ћопић), jugoslovanski pesnik, pisatelj in častnik, * 1. januar 1915, Hašani, Krupa na Uni, Avstro-Ogrska (sedaj BiH), † 26. marec 1984, Beograd, SFRJ (sedaj Srbija).

## Življenje
Ćopić je pri štirih letih ostal brez očeta, zato sta skrb zanj prevzela mati in ded. Po končani osnovni šoli v rojstnem kraju je nadaljeval šolanje na bihaški nižji gimnaziji. V Karlovcu je končal učiteljišče. Leta 1940 je diplomiral na beograjski Filozofski fakulteti. Leta 1941 se je pridružil NOVJ in KPJ. Med vojno je bil politični komisar in kulturni delavec. Po vojni je živel v Beogradu in se posvetil literarnemu ustvarjanju. Leta 1984 je storil samomor.

## Literarno delo

### Pripovedke in zbirkenovel
- Под Грмечом, Beograd, 1938, [Pod Grmečem]
- Борци и бјегунци, Beograd, 1939, [Borci in begunci]
- Планинци, Beograd, 1940, [Planinci]
- Бајка о сестри Ковиљки, Beograd, 1946
- Роса на бајонетима, Beograd, 1946
- Свети магарац, Beograd, 1946
- Вратоломне приче, Beograd, 1947
- Сурова школа, Beograd, 1948
- Људи с репом, Beograd, 1949
- Мајор Баук, Beograd, 1949
- Љубав и смрт, Beograd, 1953
- Доживљаји Николетине Бурсаћа, Sarajevo, 1956, [Doživljaji Nikoletine Bursaća]
- Босоного детињство, Beograd, 1957
- Горки мед, Beograd, 1959
- Крава с дрвеном ногом, Beograd, 1963
- Башта сљезове боје, Beograd, 1970
- Голубија времена, Mostar, 1979

### Romani
- Пролом, Beograd, 1952
- Глуви барут, Beograd 1957, [Gluhi smodnik]
- Не тугуј бронзана стражо [Ne joči, bronasti stražar], Beograd, 1958
- Осма офанзива, Beograd, 1964, [Osma ofenziva]
- Делије на Бихаћу, Beograd, 1975
- Ognjeno leto..

### Pesništvo
- Огњено рађање домовине, Beograd, 1944 [Ognjeno rojstvo domovine]
- Ратниково прољеће, Beograd, 1947 [Bojevnikova pomlad]
- Мјесечине, Beograd, 1977
- Сеоско гробље, Beograd, 1978
- Pesmi

Otroška in mladinska književnost
- У царству лептирова и медвједа, Beograd, 1940, [V svetu medvedov in metuljev]
- Приче партизанке, Beograd, 1944.
- Пјесме пионирке, Beograd, 1945.
- Бојна лира пионира, Beograd, 1945.
- Бајка о сестри Ковиљки, Beograd, 1946.
- Доживљаји кума Торбе, Beograd, 1946.
- Армија одбрана твоја, Beograd, 1948.
- Јежева кућа, Beograd, 1949.
- Приче испод змајевих крила, Beograd, 1953.
- Доживљаји мачка Тоше, Beograd, 1954 [Doživetja mačka Toše]
- Pionirska trilogija
  - Орлови рано лете, Beograd  •  Sarajevo, 1957, [Orli vzlete zgodaj]
- Деда Тришин млин, Sarajevo, 1960.
- Магареће године, Sarajevo, 1960, [Oslovska leta]
  - Славно војевање, Sarajevo, 1961, [Slavno vojskovanje]
  - Битка у златној долини, Sarajevo, 1963, [Bitka v Zlatni dolini]
- Мала моја из Босанске Крупе, Sarajevo, 1971.
- Глава у кланцу, ноге на вранцу, Sarajevo, 1971.
- Мамино мудро магаре, Sarajevo, 1976.
- Лијан води караване, Sarajevo, 1981.

## Priznanja

### Odlikovanja in nagrade
Odlikovanja
- red zaslug za ljudstvo
- red bratstva in enotnosti

Nagrade
- nagrada AVNOJ za književno delo (1970)

### Poimenovanja
Po njem se imenuje OŠ Branka Ćopića v Banjaluki.